# Sydamerikanska mästerskapet i fotboll 1917
Sydamerikanska mästerskapet i fotboll 1917 spelades i Montevideo, Uruguay 30 september-14 oktober 1917. Hemmalaget Uruguay vann titeln genom att besegra Argentina med 1–0 i avslutningsmatchen. Ángel Romano från Uruguay blev turneringens skyttekung med fyra mål.

## Format
Inget kvalspel tillämpades. Argentina, Brasilien, Chile och Uruguay deltog. Lagen spelade i en serie där alla mötte alla, där vinst gav två poäng, oavgjort en och förlust noll.

## Anläggningar
Samtliga matcher spelades på Parque Pereira, en sportanläggning som med plats för 40 000 åskådare i Montevideo som även använts för andra sporter än fotboll.

## Domare
- Germán Guassone (Argentina)
- Carlos Fanta (Chile)
- Juan Livingstone (Chile)
- Álvaro Saralegui (Uruguay)
- Ricardo Vallarino (Uruguay)

## Matcher
| Nr | Lag       | S | V | O | F | GM | IM | MS  | P |
| -- | --------- | - | - | - | - | -- | -- | --- | - |
| 1  | Uruguay   | 3 | 3 | 0 | 0 | 9  | 0  | +9  | 6 |
| 2  | Argentina | 3 | 2 | 0 | 1 | 5  | 3  | +2  | 4 |
| 3  | Brasilien | 3 | 1 | 0 | 2 | 7  | 8  | −1  | 2 |
| 4  | Chile     | 3 | 0 | 0 | 3 | 0  | 10 | −10 | 0 |

|  | 30 september 1917 | Uruguay                                              | 4 – 0   | Chile | Parque Pereira, Montevideo                         |                                                    |
|  |                   | Carlos Scarone 20′, 62′ (str.) Ángel Romano 44′, 75′ | (2 – 0) |       | Publik: 22 000 Domare: Germán Guassone (Argentina) | Publik: 22 000 Domare: Germán Guassone (Argentina) |
|  |                   |                                                      |         |       | Publik: 22 000 Domare: Germán Guassone (Argentina) | Publik: 22 000 Domare: Germán Guassone (Argentina) |
|  |                   |                                                      |         |       | Publik: 22 000 Domare: Germán Guassone (Argentina) | Publik: 22 000 Domare: Germán Guassone (Argentina) |

|  | 3 oktober 1917 | Argentina                                                                  | 4 – 2   | Brasilien                         | Parque Pereira, Montevideo                  |                                             |
|  |                | Pedro Calomino 15′ Alberto Ohaco 56′ (str.), 58′ (str.) Antonio Blanco 80′ | (1 – 2) | Neco 8′ Silvio Lagreca 39′ (str.) | Publik: 20 000 Domare: Carlos Fanta (Chile) | Publik: 20 000 Domare: Carlos Fanta (Chile) |
|  |                |                                                                            |         |                                   | Publik: 20 000 Domare: Carlos Fanta (Chile) | Publik: 20 000 Domare: Carlos Fanta (Chile) |
|  |                |                                                                            |         |                                   | Publik: 20 000 Domare: Carlos Fanta (Chile) | Publik: 20 000 Domare: Carlos Fanta (Chile) |

|  | 6 oktober 1917 | Argentina              | 1 – 0   | Chile | Parque Pereira, Montevideo                        |                                                   |
|  |                | Luis García 76′ (sjm.) | (0 – 0) |       | Publik: 15 000 Domare: Álvaro Saralegui (Uruguay) | Publik: 15 000 Domare: Álvaro Saralegui (Uruguay) |
|  |                |                        |         |       | Publik: 15 000 Domare: Álvaro Saralegui (Uruguay) | Publik: 15 000 Domare: Álvaro Saralegui (Uruguay) |
|  |                |                        |         |       | Publik: 15 000 Domare: Álvaro Saralegui (Uruguay) | Publik: 15 000 Domare: Álvaro Saralegui (Uruguay) |

|  | 7 oktober 1917 | Uruguay                                                    | 4 – 0   | Brasilien | Parque Pereira, Montevideo                         |                                                    |
|  |                | Héctor Scarone 8′ Ángel Romano 17′, 77′ Carlos Scarone 86′ | (2 – 0) |           | Publik: 21 000 Domare: Germán Guassone (Argentina) | Publik: 21 000 Domare: Germán Guassone (Argentina) |
|  |                |                                                            |         |           | Publik: 21 000 Domare: Germán Guassone (Argentina) | Publik: 21 000 Domare: Germán Guassone (Argentina) |
|  |                |                                                            |         |           | Publik: 21 000 Domare: Germán Guassone (Argentina) | Publik: 21 000 Domare: Germán Guassone (Argentina) |

|  | 12 oktober 1917 | Brasilien                                         | 5 – 0   | Chile | Parque Pereira, Montevideo                         |                                                    |
|  |                 | Caetano 21′ Neco 23′ Haroldo 26′, 59′ Amílcar 41′ | (4 – 0) |       | Publik: 10 000 Domare: Ricardo Vallarino (Uruguay) | Publik: 10 000 Domare: Ricardo Vallarino (Uruguay) |
|  |                 |                                                   |         |       | Publik: 10 000 Domare: Ricardo Vallarino (Uruguay) | Publik: 10 000 Domare: Ricardo Vallarino (Uruguay) |
|  |                 |                                                   |         |       | Publik: 10 000 Domare: Ricardo Vallarino (Uruguay) | Publik: 10 000 Domare: Ricardo Vallarino (Uruguay) |

|  | 14 oktober 1917 | Uruguay            | 1 – 0   | Argentina | Parque Pereira, Montevideo                      |                                                 |
|  |                 | Héctor Scarone 62′ | (0 – 0) |           | Publik: 40 000 Domare: Juan Livingstone (Chile) | Publik: 40 000 Domare: Juan Livingstone (Chile) |
|  |                 |                    |         |           | Publik: 40 000 Domare: Juan Livingstone (Chile) | Publik: 40 000 Domare: Juan Livingstone (Chile) |
|  |                 |                    |         |           | Publik: 40 000 Domare: Juan Livingstone (Chile) | Publik: 40 000 Domare: Juan Livingstone (Chile) |

## Målskyttar
4 mål
- Ángel Romano

3 mål
- Carlos Scarone

2 mål
- Alberto Ohaco
- Haroldo
- Neco
- Héctor Scarone

1 mål
- Antonio Blanco
- Pedro Calomino
- Amílcar
- Caetano
- Silvio Lagreca

Självmål

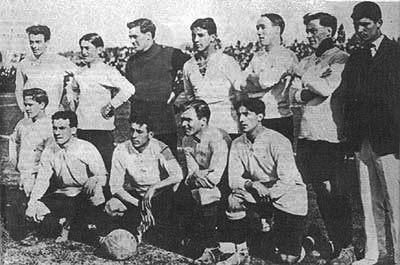
Uruguays segrande lag

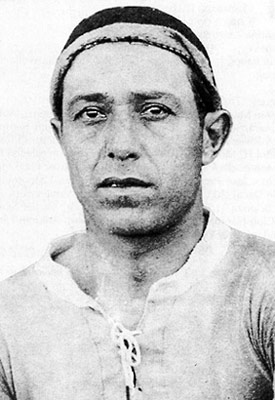
Ángel Romano gjorde flest mål i turneringen

- Luis García (för Argentina)